# Pokrzewka cypryjska
Pokrzewka cypryjska (Curruca melanothorax) – gatunek małego ptaka z rodziny pokrzewek (Sylviidae). Jest skryta i płochliwa. Nie wyróżnia się podgatunków.
WystępowanieMakia i brzegi lasów na Cyprze. Zimuje na wybrzeżach Morza Czerwonego od północno-wschodniego Sudanu po północno-wschodni Egipt (z wybrzeżami półwyspu Synaj włącznie) oraz w Dolinie Jordanu, być może także w północno-zachodniej Arabii Saudyjskiej.
CharakterystykaWyraźny dymorfizm płciowy. Samiec niemal identyczny jak samiec pokrzewki czarnogardłej. Różni się łuskowanym spodem ciała oraz takimże gardłem. Nieco jaśniejsze skrzydła. U obu płci czerwona obrączka oczna. Samice są bardziej jednolite i brązowawe, z paskiem przyżuchwowym bez połysku. U obu płci występuje także beżowy dziób z czarnym zakończeniem.
Wymiarydługość ciała: 13 cm 
rozpiętość skrzydeł: 15–18 cm
masa ciała: 9,4–15 g
GłosSkrzypiące „czek”, śpiewa cicho trajkocząc i szczebiocąc.
StatusIUCN uznaje pokrzewkę cypryjską za gatunek najmniejszej troski (LC, Least Concern) nieprzerwanie od 1988 roku. Liczebność populacji w 2015 roku szacowano na 140–280 tysięcy dorosłych osobników. Trend liczebności populacji uznawany jest za spadkowy.